# 塞拉亞海峽
萨拉亚尔海峡又译塞拉亞海峽是印度尼西亞的海峽，位於塞拉亞島和蘇拉威西島南部之間，最狹處寬16公里，該海峽的東面和西面是弗洛勒斯海。
5°41′37″S 120°27′58″E / 5.69361°S 120.466°E